# 卡克塔省
卡克塔省是位于哥伦比亚南部地区的一个省，隶属于哥伦比亚亚马孙大区，首府弗洛伦西亚，2018年人口为48万。